# Mariela Antoniska
Mariela Andrea Antoniska Arrondo (Buenos Aires, 20 mei 1975) is een voormalig hockeyster uit Argentinië. Ze nam tweemaal deel aan de Olympische Spelen (2000 en 2004) en won daarbij een zilveren en een bronzen medaille. Antoniska speelde als keepster en kwam in clubverband uit voor onder meer Lomas Athletic Club.